# Ixora reducta
Ixora reducta är en måreväxtart som beskrevs av Emmanuel Drake del Castillo och Michel Guédès. Ixora reducta ingår i släktet Ixora och familjen måreväxter. Inga underarter finns listade i Catalogue of Life.